# Forteresse de Mont-Royal
 (mars 2025).
 (août 2011).
Si vous disposez d'ouvrages ou d'articles de référence ou si vous connaissez des sites web de qualité traitant du thème abordé ici, merci de compléter l'article en donnant les références utiles à sa vérifiabilité et en les liant à la section « Notes et références ».
La  forteresse de Mont-Royal est une place forte construite par Vauban en 1687 sur une colline dominant une boucle de la Moselle, dans le land de Rhénanie-Palatinat. Détruite après la paix de Ryswick, cette place forte de 12 000 hommes et de 3 000 chevaux, importante pour le contrôle de la vallée de la Moselle, domine le village de Kröv ou Cröv ou Croeve, suivant les archives. Les plans sont conservés aux archives militaires à Vincennes.

« Rien de plus beau que la forteresse sur la Moselle, qui met en sûreté les frontières de la France et qui assujettira les Princes électeurs de Cologne, de Trêves, de Mayence et du Palatinat de façon que la frontière-est sera mieux et beaucoup plus facilement protégée que celle de la Flandre. »

 écrit sur un ton enthousiaste le Ministre de la Guerre du Roi-Soleil, Louvois, dans une lettre du 18 mai 1687 – après sa première inspection du futur site de la forteresse du Mont-Royal.
Celle-ci faisait partie de la ceinture de fortification du nord qui, à la fin du XVIIe siècle, couvrait la frontière de la France depuis la Manche jusqu’à Strasbourg et Bâle, en passant par le Luxembourg. Pendant une décennie, elle remplit sa fonction de base opérationnelle indispensable pour l’armée du Rhin de Louis XIV. 

## Description

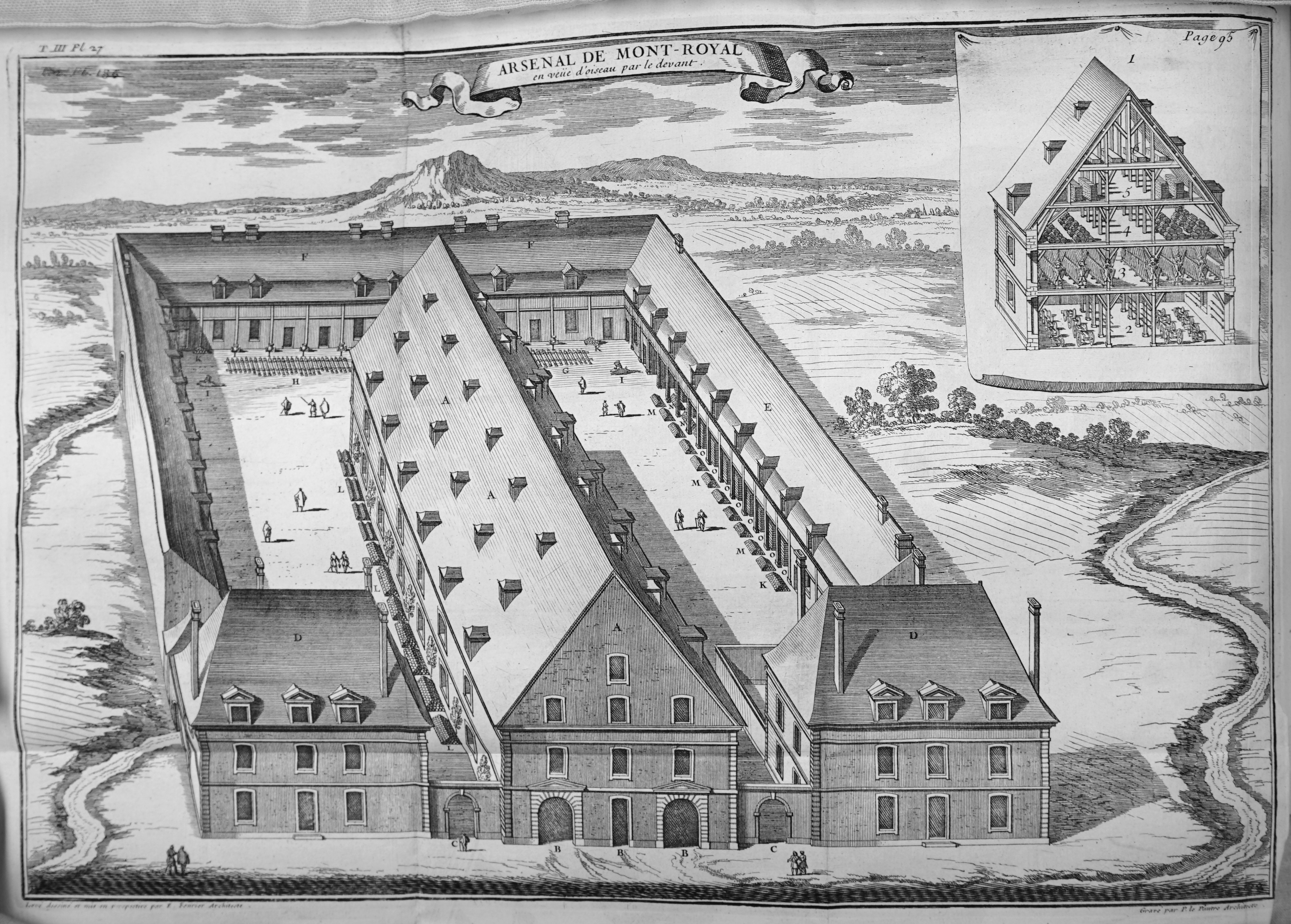
L'arsenal in : Mémoires d'artillerie... de Pierre Surirey de Saint-Remy.

L’imposant complexe fortifié – construction vaubanienne de premier ordre - englobait non seulement la surface entière du mont qui forme la presqu’île de Traben, mais intégrait aussi la ville de Trarbach, protégée par des murs d’enceinte, et, de l’autre côté du fleuve, l’ancien château fort de Grevenburg, que le grand bâtisseur avait transformé en un ouvrage avancé extraordinaire. 
Le corps de la place forte, d’une surface de 50 hectares, perché à environ 200 m au-dessus de la Moselle, était entouré d’un rempart de presque trois kilomètres de long et d’une hauteur de plus de 20 mètres. Il était pourvu de cinq bastions et trois tours bastionnées et protégé par de nombreuses fortifications extérieures. Devant cette citadelle, vers le sud, se trouvait le < Grand Quartier Général du Roy > , un vaste camp retranché, avec des tentes et des baraques pour 12 000 hommes et des écuries pour 3 000 chevaux, un site accueillant des entrepreneurs et une petite ville disposant de sa propre juridiction. 
En 1690 déjà, il y avait une garnison de 14 régiments et dans son arsenal et dans ses dépôts, la place disposait de munitions de guerre et de bouche pour une armée entière. 
Sa garnison était deux fois plus grande que celle des places qui lui servaient d’appui : Sarrelouis et Luxembourg. 
Mont-Royal n’était pas seulement la plus grande fortification de son temps, Mont-Royal faisait également partie des neuf « villes nouvelles », créées ex nihilo, organisées et fortifiées dans les années 1679 à 1698 d’après des plans conçus par le grand architecte Vauban.
Les registres de la paroisse de Mont-Royal, préservés jusqu’à nos jours, montrent qu’une communauté indépendante et multiculturelle avait pu se développer sur le mont, malgré l’existence extrêmement courte de cette ville fortifiée.
Le destin du Mont-Royal est intimement lié aux conflits armés pendant la guerre de succession du Palatinat (1688 – 1697) et à la vision de Louis XIV d’une frontière naturelle à l’est de son royaume. Avec l’abandon des territoires « réunis » par la France entre 1680 et 1684, on met fin à ce rêve, et – en échange de la ville de Strasbourg - Louis XIV fait démanteler la fortification après la Paix de Ryswick, au printemps 1698.
C’est grâce à l’historien régionaliste Dr Ernst Willen Spies que la fortification n’est pas complètement tombée dans l’oubli. Sous sa direction, d’importantes fouilles furent effectuées dans les années 1929-1938, à l’aide de plans originaux provenant des archives militaires de Paris. 
Mais ce qui témoignait, encore dans les années 1930 et de façon impressionnante, de l’importance passée de ce complexe militaire et civil était pour très longtemps abandonné et tombe en ruines : chaque année, la végétation et l’érosion menacent de détruire définitivement les dernières vestiges de cette grande place forte.
En raison du regain d’intérêt récent pour la conservation de châteaux et de fortifications et de leur mise en valeur comme témoins d’un passé mouvementé et en tant que patrimoine culturel européen, le Mont-Royal est, lui aussi, redevenu une attraction touristique remarquable sur la Moselle, grâce à l’engagement de passionnés bénévoles qui essayent de sauvegarder et valoriser les vestiges impressionnantes de cette place vaubanienne.